# هارینگزی
هارینگزی (به آلمانی: Haringsee) یک منطقهٔ مسکونی در اتریش است که در ناحیه گنزرندورف واقع شده‌است. هارینگزی ۱٬۱۳۳ نفر جمعیت دارد.